# 安理国际律师事务所
安理国际律师事务所（英語：Allen & Overy）是一家跨国律师事务所，总部位于英国伦敦。

## 历史
1930年1月1日建立。是魔术圈五家律师事务所之一。

## 外部連結
- 官方网站